# چارلی لاین
چارلی لاین (انگلیسی: Charlie Laine؛ زاده ۳۱ ژانویهٔ ۱۹۸۴) یک بازیگر پورنوگرافی اهل ایالات متحده آمریکا است.